# Hermann Schweppenhäuser
Hermann Schweppenhäuser, född 12 mars 1928 i Frankfurt am Main, död 8 april 2015 i Veitshöchheim, var en tysk filosof. Schweppenhäuser, som tillhörde Frankfurtskolans andra generation, arbetade under 1950-talet som forskningsassistent vid Institut für Sozialforschung, vilket hade nygrundats år 1950. I början av 1960-talet utnämndes han till professor i filosofi vid Leuphana Universität Lüneburg, där han föreläste om bland annat Dialektik der Aufklärung. Schweppenhäuser publicerade verk om språkfilosofi, estetik, kulturteori och bildteori. Till skillnad från Jürgen Habermas höll Schweppenhäuser fast vid den kritiska teorin som den hade formulerats av Theodor W. Adorno och Max Horkheimer.